# Conservatoire national des arts et métiers
A párizsi Conservatoire national des arts et métiers (CNAM) a franciaországi Párizsban található grande école. Célja, hogy oktatást nyújtson és kutatást végezzen a tudomány és az ipar előmozdítása érdekében. Nagyszabású, a nagyközönség számára is hozzáférhető találmányi múzeummal rendelkezik.

## Híres diplomások
- Antoine César Becquerel, francia fizikus
- Alexandre Edmond Becquerel, francia fizikus
- Adolphe Jérôme Blanqui, francia közgazdász
- Marcel Deprez, francia mérnök
- Paul Doumer, francia politikus
- Charles Dupin, báró, francia államférfi, matematikus és nemzetgazdasági író, André Dupin öccse és Philippe Dupin bátyja
- Vajda Pál, magyar technikatörténeti szakíró, szerkesztő, író, művelődéstörténész, bibliográfus
- Nicolas Léonard Sadi Carnot, francia fizikus, matematikus és mérnök